# Bibb Graves
David Bibb Graves, född 1 april 1873 i Montgomery County, Alabama, död 14 mars 1942 i Sarasota, Florida, var en amerikansk politiker (demokrat). Han var guvernör i delstaten Alabama 1927–1931 och 1935–1939.
Graves avlade 1893 examen i väg- och vattenbyggnadsteknik vid University of Alabama och 1896 juristexamen vid Yale Law School. Den 10 oktober 1900 gifte han sig med sin kusin Dixie Bibb. I första världskriget tjänstgjorde han som överste i fältartilleriet och var aktiv i organiseringen av veteranorganisationen American Legion i Alabama. I Ku Klux Klan i delstatens huvudstad Montgomery var hans titel Grand Cyclops.
Även om ställningen inom Ku Klux Klan hjälpte Graves att vinna guvernörsvalet 1926, fick han dessutom stöd från många andra håll. Fackföreningsrörelsen uppskattade hans progressiva linje i arbetsfrågor, inte minst löftet att avskaffa systemet med leasing av fångar, liksom kvinnosaksaktivisterna och nykterhetsrörelsen ställde sig bakom honom. Under Graves första mandatperiod fullföljde han löftet att göra slut på leasingen av fångar; Alabama var den sista delstaten att avskaffa systemet. Dessutom fördubblade han delstatens hälsovårdsutgifter. Han avgick från Ku Klux Klan och tog officiellt ställning mot dess våld. Efter fyra år som advokat gjorde han comeback i guvernörsvalet 1934. Då uppträdde han som en lojal anhängare av Franklin D. Roosevelts New Deal-reformer.
I augusti 1937 fick Graves tillfälle att utnämna hustrun Dixie, en kvinnosaksaktivist, till Hugo Blacks efterträdare i USA:s senat. Under de fem månader som Dixie var senator var hennes lön dubbelt så hög som guvernörens. Tidningarna i Alabama och även kvinnosaksorganisationerna tog ställning emot utnämningen av Dixie Bibb Graves, eftersom de ansåg att hon fick jobbet i första hand i egenskap av Bibb Graves hustru. Dixie återvände till Alabama utan att kandidera i fyllnadsvalet då hon ansåg sig behövas som första dam under återstoden av Bibb Graves mandatperiod. I guvernörsvalet 1942 var det dags igen för Bibb Graves att ställa upp. Han avled mitt under kampanjen och hustrun, trots sin korta erfarenhet som senator, valde att inte kandidera i valet. Den kampanjorganisation som Bibb Graves hade skapat överlevde inte hans död.